# Матраевский сельсовет
Матраевский сельсовет — муниципальное образование в Зилаирском районе Башкортостана.

## История
Согласно Закону о границах, статусе и административных центрах муниципальных образований в Республике Башкортостан имеет статус сельского поселения.

## Население
| 2002  | 2009  | 2010  | 2012  | 2013  | 2014  | 2015  |
| ----- | ----- | ----- | ----- | ----- | ----- | ----- |
| 1742  | ↗1780 | ↘1581 | ↘1504 | ↘1430 | ↘1397 | ↘1364 |
| 2016  | 2017  | 2018  |       |       |       |       |
| ↗1369 | ↘1360 | ↗1382 |       |       |       |       |

## Состав сельского поселения
| № | Населённый пункт | Тип населённого пункта       | Население |
| - | ---------------- | ---------------------------- | --------- |
| 1 | Матраево         | село, административный центр | ↘940      |
| 2 | Япарсаз          | деревня                      | ↘236      |
| 3 | Верхнесалимово   | деревня                      | ↘174      |
| 4 | Балапан          | деревня                      | ↘119      |
| 5 | Суртан-Узяк      | деревня                      | ↘59       |
| 6 | Староякупово     | деревня                      | ↘50       |
| 7 | Камыш-Узяк       | деревня                      | ↘3        |